# 久保田実
久保田 実（くぼた みのる、1915年11月11日 - 1997年2月10日）は、日本の経営者。長野県長野市出身。

## 経歴
1934年に長野商業学校を卒業し、1940年に八十二銀行に入行。1971年11月に取締役に就任し、1975年12月に常務を経て、1979年6月には三協精機製作所社長に就任。1984年6月には会長に就任。
1984年11月に藍綬褒章を受章。
1997年2月10日心不全のために死去。81歳没。